# Giovanni Asabigie
Giovanni Asabigie (Paramaribo, 27 maart 1992) is een Surinaams voetballer die speelt als verdediger.

## Carrière
Asabigie speelde een seizoen voor SV Leo Victor. In 2011 maakte hij de overstap naar Inter Moengotapoe. Hij won met de club zes landstitels en drie landsbekers. Hij speelde in 2015 twee interlands voor Suriname.

## Erelijst
- Surinaams landskampioen: 2012/13, 2013/14, 2014/15, 2015/16, 2016/17, 2018/19
- Surinaamse voetbalbeker: 2011/12, 2016/17, 2018/19